# オトコの子育て
『オトコの子育て』（オトコのこそだて）は、2007年10月26日より12月14日まで毎週金曜日21:00 - 21:54に、ABC・テレビ朝日の共同制作により、テレビ朝日系列で放送されていた日本のテレビドラマ。主演は高橋克典。
妻子がありながら家出同然だった男が、妻の急死により子育てに奔走し騒動を巻き起こすホームコメディー。また、この基本路線を殺さず、学校内で起こっている教育問題も交えた内容も盛り込まれている。

## キャスト

### 矢野家
矢野篤
演 - 高橋克典
仕事より遊び好き。雑誌編集社のフリーライター。
矢野凛子
演 - 夏居瑠奈
篤と杏子の長女。日の出小学校に通う6年生。
矢野健太郎
演 - 吉川史樹
篤と杏子の長男。日の出小学校に通う3年生。
矢野真美
演 - 遠藤由実
篤と杏子の次女。日の出小学校に通う1年生。
矢野杏子
演 - 夏川真紀
篤の妻、故人。

### 日の出小学校
丸山洋介
演 - 小泉孝太郎
凛子の担任。教育オタクな教師。弥生に恋心をもっている。篤とは、同じ飲み屋で偶然会い、愚痴を聞いてもらっている。
坂口恵美
演 - 滝沢沙織
健太郎の担任。
井上亮子
演 - 西丸優子
真美の担任。
田所校長
演 - 田山涼成
日の出小学校の校長。

### 中西家
中西正樹
演 - 尾美としのり
東大出身。冴子の夫。恐妻家。
中西冴子
演 - 鈴木砂羽
正樹の妻であり、竜也の母親。教育ママ。
中西竜也
演 - 熊谷知博
冴子と正樹の息子。日の出小学校に通う6年生。凛子と同級生で、恋心をもっているがただの片想い。兄弟はおらず、一人っ子。ある意味マザコンでストーカーである。

### その他
水沢弥生
演 - 国仲涼子
雑貨屋の店長。亡くなった杏子を尊敬している。
斉藤みさよ
演 - 青山倫子
篤の元恋人。
大久保光代
演 - 土田早苗
雑誌の編集長。仕事仲間。
大平万作
演 - 加藤茶
飲み屋のオヤジ。篤の相談相手である。

## スタッフ
- 脚本 - 尾崎将也
- 音楽 - 仲西匡
- 演出 - 塚本連平、小松隆志（MMJ）、植田尚（MMJ）
- 主題歌 - w-inds.「Beautiful Life」（ポニーキャニオン）
- 企画 - 黒田徹也（テレビ朝日）、東城祐司（MMJ）
- プロデューサー - 柴田聡（ABC）、秋山圭一郎（テレビ朝日）、浅井千瑞（MMJ）
- 協力 - テイクシステムズ、テレビ朝日クリエイト、サンライズアート、ブル、砧スタジオ、万屋
- 制作 - ABC・テレビ朝日・MMJ

## 放送日程
| 話数                                                      | 放送日         | サブタイトル                         | 演出     | 視聴率 |
| --------------------------------------------------------- | -------------- | ------------------------------------ | -------- | ------ |
| 第1話                                                     | 2007年10月26日 | 子育てしなくていいですか?            | 塚本連平 | 11.8%  |
| 第2話                                                     | 2007年11月02日 | 運動会ビリでもいいですか?            | 塚本連平 | 08.8%  |
| 第3話                                                     | 2007年11月09日 | テストの点数悪くてもいいですか?      | 植田尚   | 08.0%  |
| 第4話                                                     | 2007年11月16日 | 小学生がデートしてもいいですか?      | 小松隆志 | 08.7%  |
| 第5話                                                     | 2007年11月23日 | 夢を持たなくてもいいですか?          | 塚本連平 | 06.9%  |
| 第6話                                                     | 2007年11月30日 | 子供のお金使ってもいいですか?        | 植田尚   | 08.2%  |
| 第7話                                                     | 2007年12月07日 | 授業参観行くのオレでもいいですか?    | 小松隆志 | 07.6%  |
| 最終話                                                    | 2007年12月14日 | 6年前の家出の秘密話してもいいですか? | 塚本連平 | 08.7%  |
| 平均視聴率 8.6%（視聴率は関東地区・ビデオリサーチ社調べ） |                |                                      |          |        |

## 事前番組
放送開始に先駆けて、見どころや、出演者らのインタビューを交えた事前番組が放送された（下記の放送時間はABC基準）。
- 2007年10月22日 - 24日 深夜1:26 - 1:29
- 2007年10月25日 深夜1:41 - 1:44
- 2007年10月26日 14:51 - 15:46

## 遅れネット局
- UTYテレビ山梨（TBS系列）
- FBC福井放送（日本テレビ系列／テレビ朝日系列クロスネット）
- BSS山陰放送（TBS系列）
- MRT宮崎放送（TBS系列）

## その他
- 高橋は本番組終了から1年後の2009年2月27日に、男の子が誕生し、本当の父親になる。新聞などでは「只野パパ」と表記された。